# Schloss Turawa

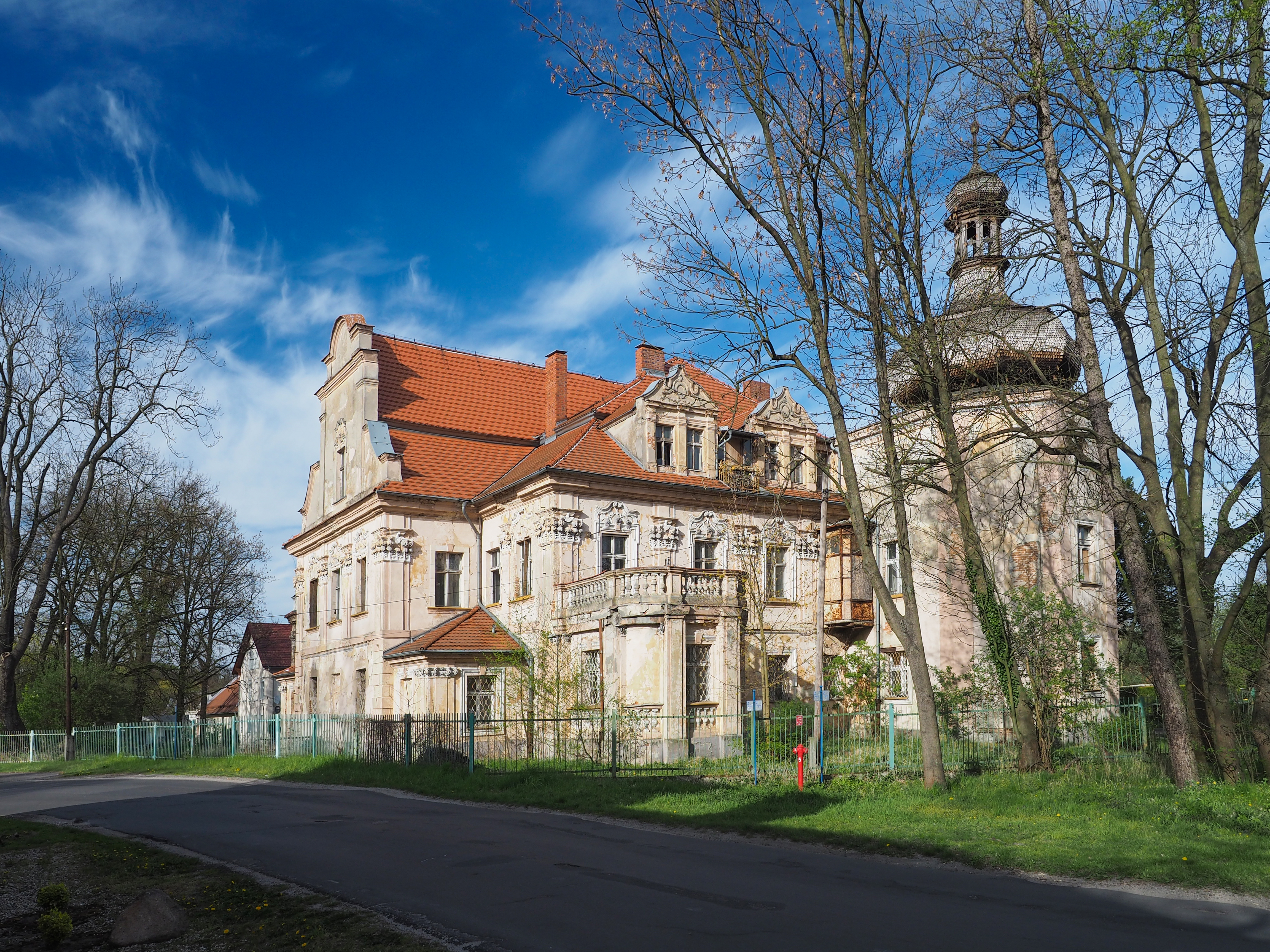
Schloss Turawa (2019)

Das Schloss Turawa (poln. Pałac w Turawie) ist eine Schlossanlage im schlesischen Turawa in der Woiwodschaft Opole in Polen. Es liegt am südöstlichen Ortsrand an der ul. Opolska (bis 1945 Oppelnerstraße).

## Geschichte

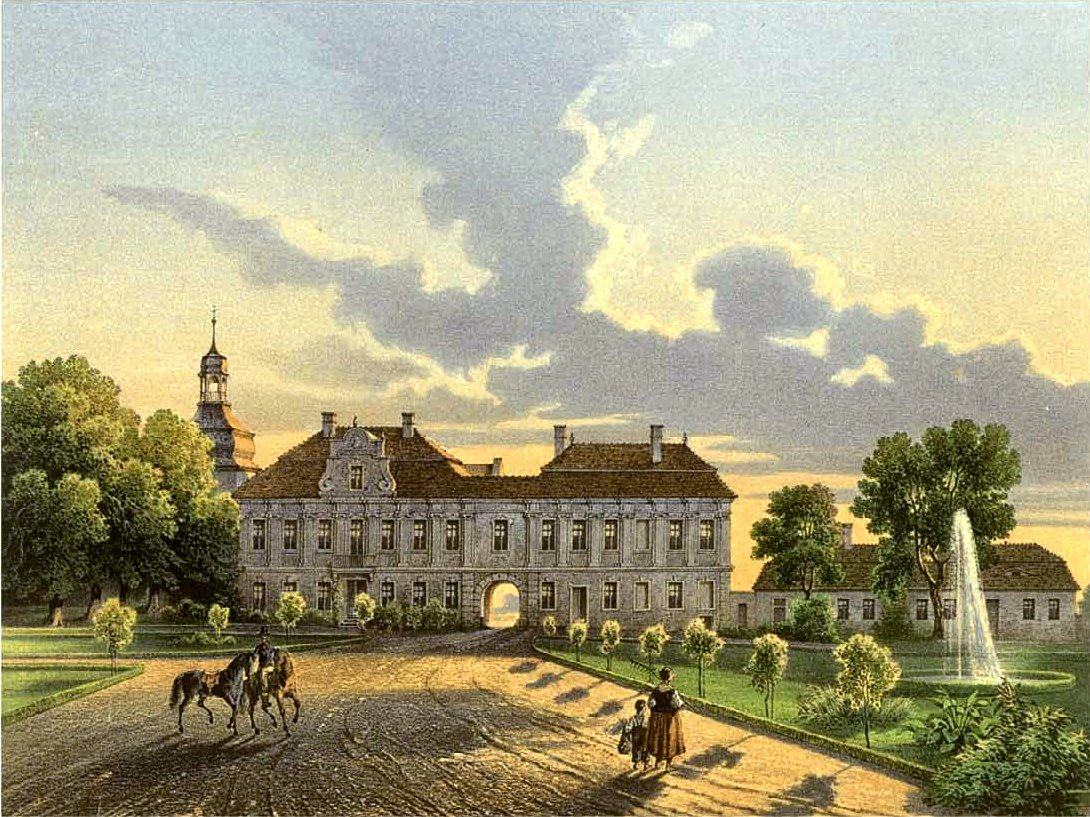
Schloss Turawa Mitte des 19. Jahrhunderts

Das Schloss Turawa wurde zwischen 1728 und 1730 im barocken Stil für Martin von Löwenkron erbaut. Der Entwurf stammt vom Architekten A. Tenschert. Im Auftrag von Anton von Löwenkron wurde 1751 eine Kapelle angebaut. Durch den Architekten L. Lechner entstand im Auftrag von Anna Barbara von Garnier zwischen 1760 und 1761 der Nordflügel. Ende des 19. Jahrhunderts wurde die Inneneinrichtung sowie der Nordflügel durch die Familie von Garnier in Stil des Neorokokos umgestaltet. Zwischen 1933 und 1938 wurde östlich von Turawa der Turawa-Stausee angelegt.
Nach dem Zweiten Weltkrieg wurde das Schloss ab 1949 durch ein Waisenhaus genutzt. Seit 1956 steht die Schlossanlage unter Denkmalschutz. Zwischen 1964 und 1965 erfolgte eine Sanierung und Umbau des Gebäudes für eine Erziehungsanstalt für Jugendliche. 2001 erfolgte die letzte Sanierung des Gebäudes. 

## Architektur
Das zweigeschossige barocke Schloss steht auf einem annähernd quadratischen Grundriss. Der Hauptbaukörper ist mit einem Zwischenflügel mit dem Nordflügel verbunden. Letzteres steht ebenfalls auf einem quadratischen Grundriss. Die Hauptfassade des Hauptflügel besitzt an der Westseite einen Volutengiebel. Im Inneren befinden sich Stuckarbeiten im Stil des Neorokokos, welche Ende des 19. Jahrhunderts entstanden. 
An der Südseite des Hauptflügels befindet sich die Mitte des 18. Jahrhunderts erbaute Schlosskapelle. Die Kapelle entstand in Form eines Eckturms auf rechteckigem Grundriss und mit fünfseitigem Schluss. Bekrönt ist die Kapelle mit einem Zwiebelhelm mit Laterne. 

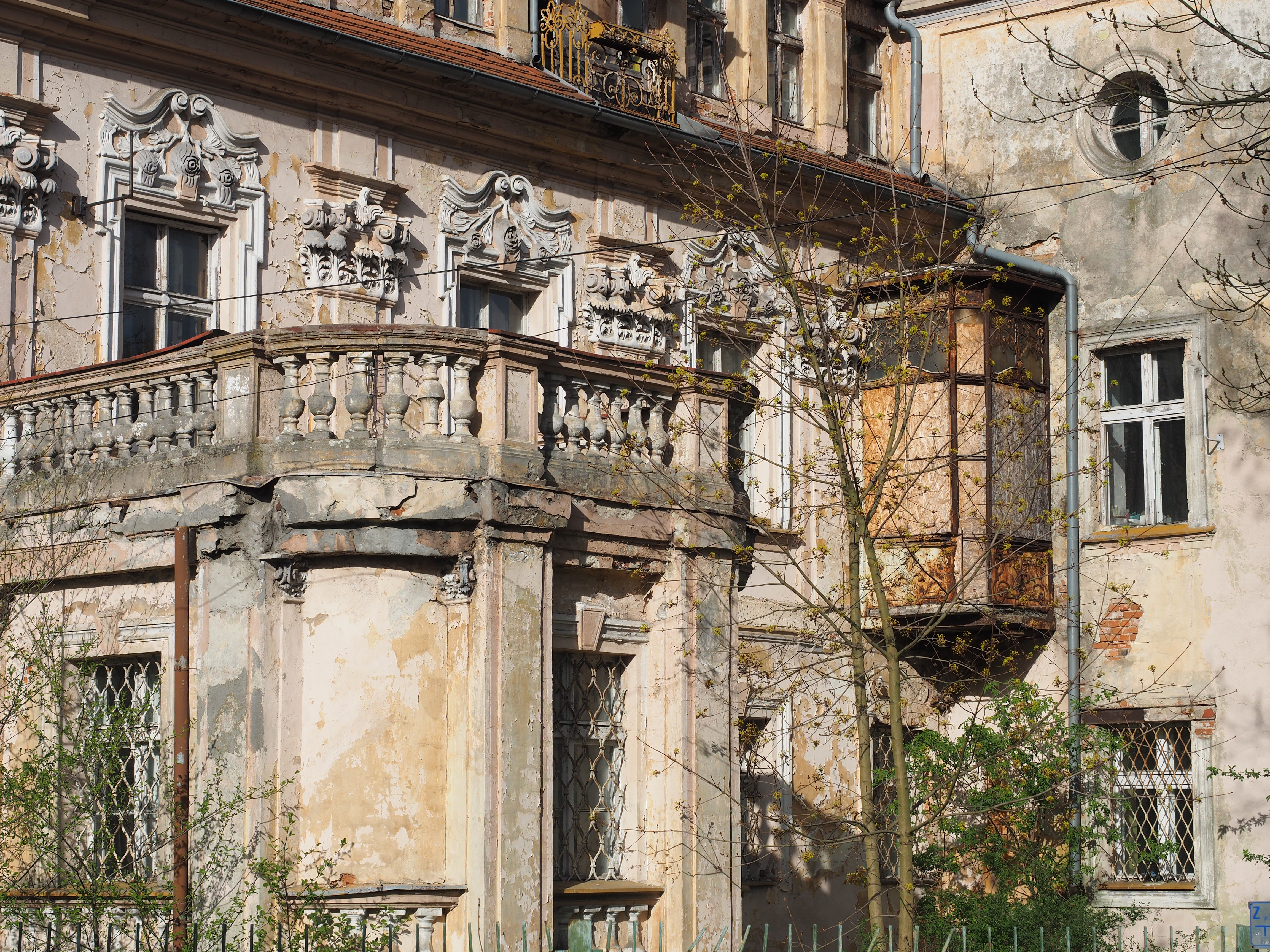
Detailaufnahme der Südfassade
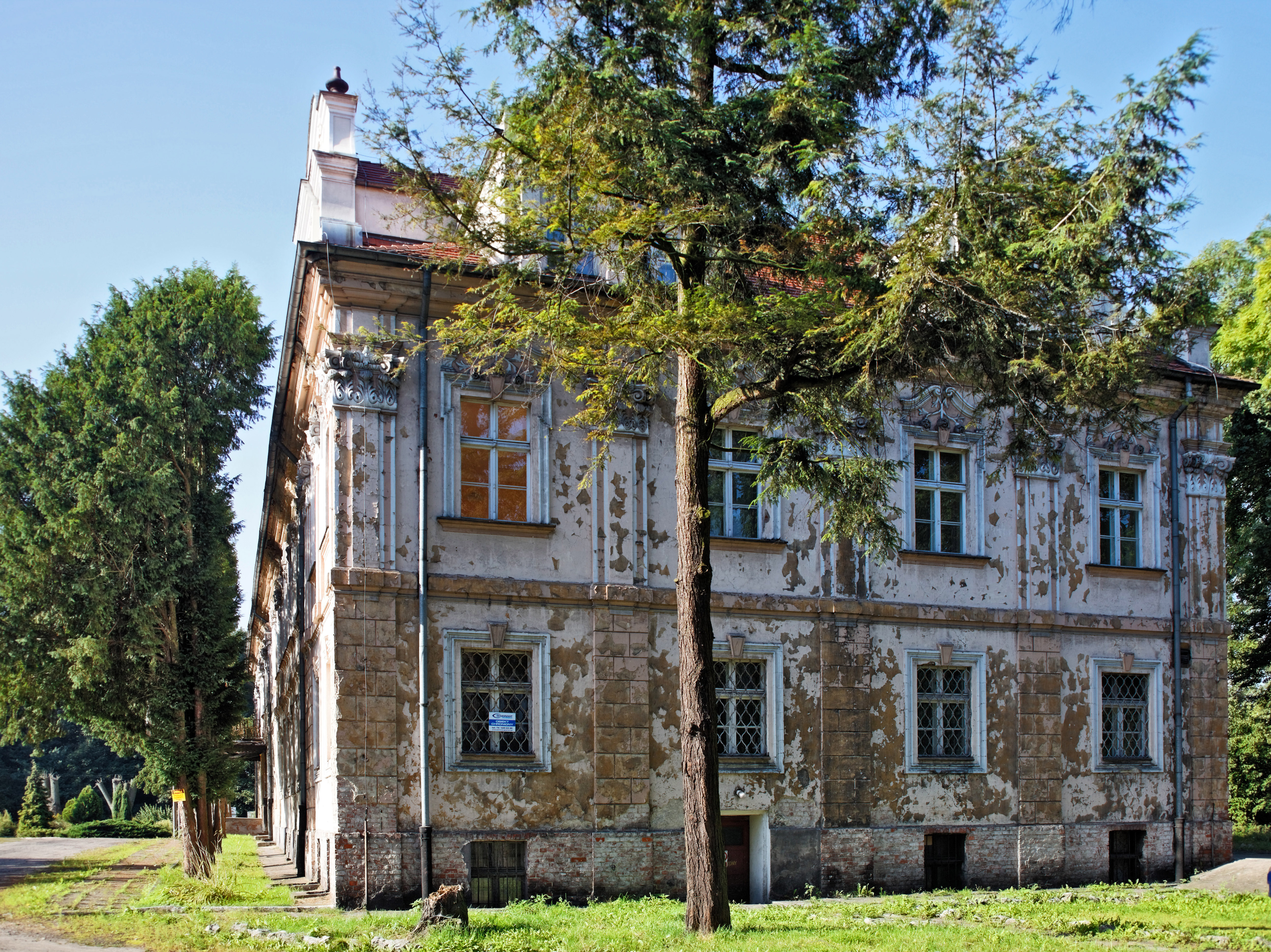
Nordflügel
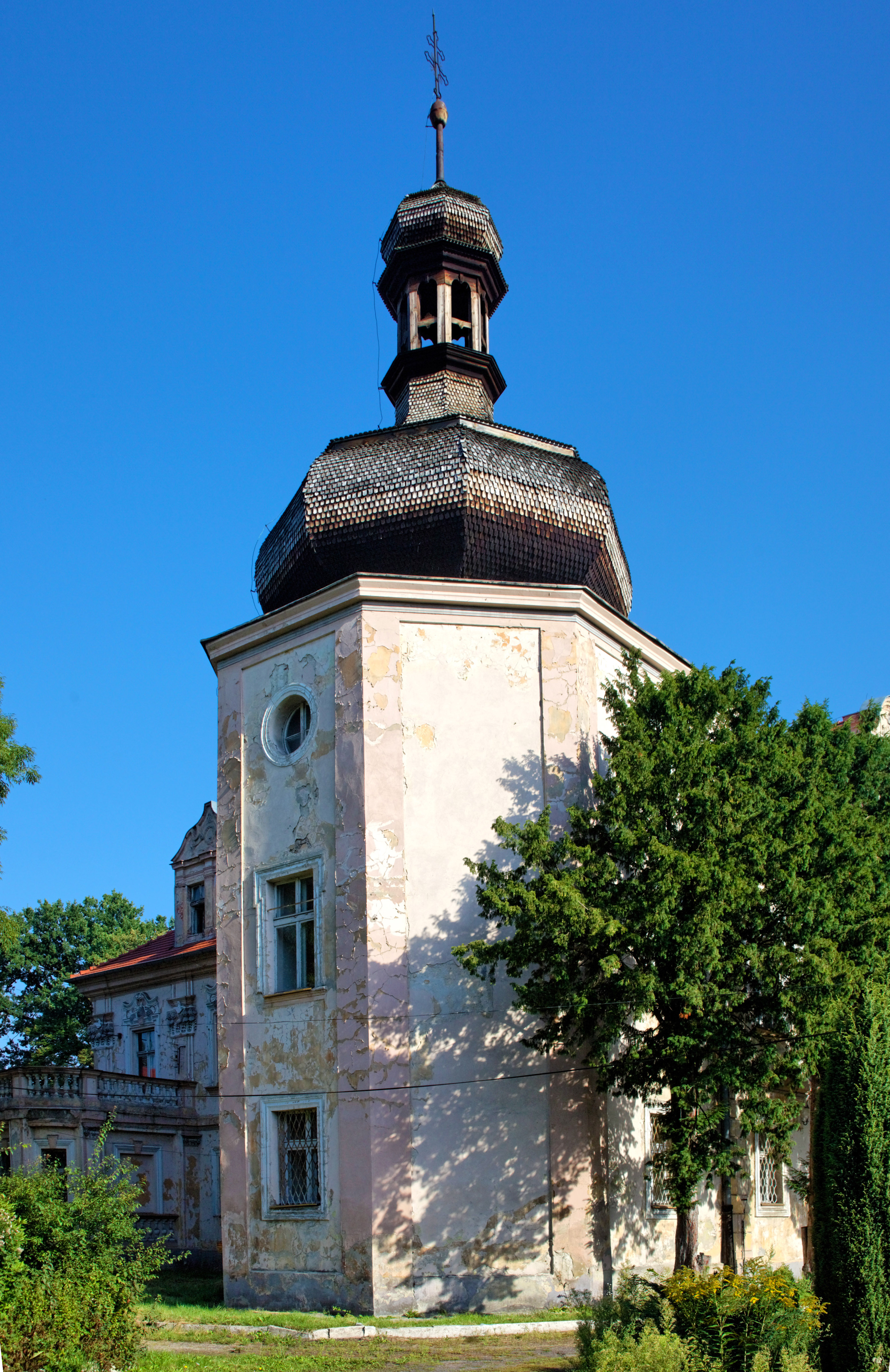
Schlosskapelle

## Gutshof

Gutshof

Zur Schlossanlage gehört der Gutshof, welcher Mitte des 19. Jahrhunderts im klassizistischen Stil entstand. Dieser steht auf einem rechteckigen Grundriss und besitzt einen dreiseitigen Abschluss an der Ostseite. Dieser steht seit 1972 unter Denkmalschutz.

## Schlosspark
Umgeben ist das Schloss vom Schlosspark. Dieser befindet sich derzeit in keinem guten Zustand und verwildert. Der ursprüngliche Teich ist ausgetrocknet. Der Park wurde 1984 unter Denkmalschutz gestellt.